# مكون فعال

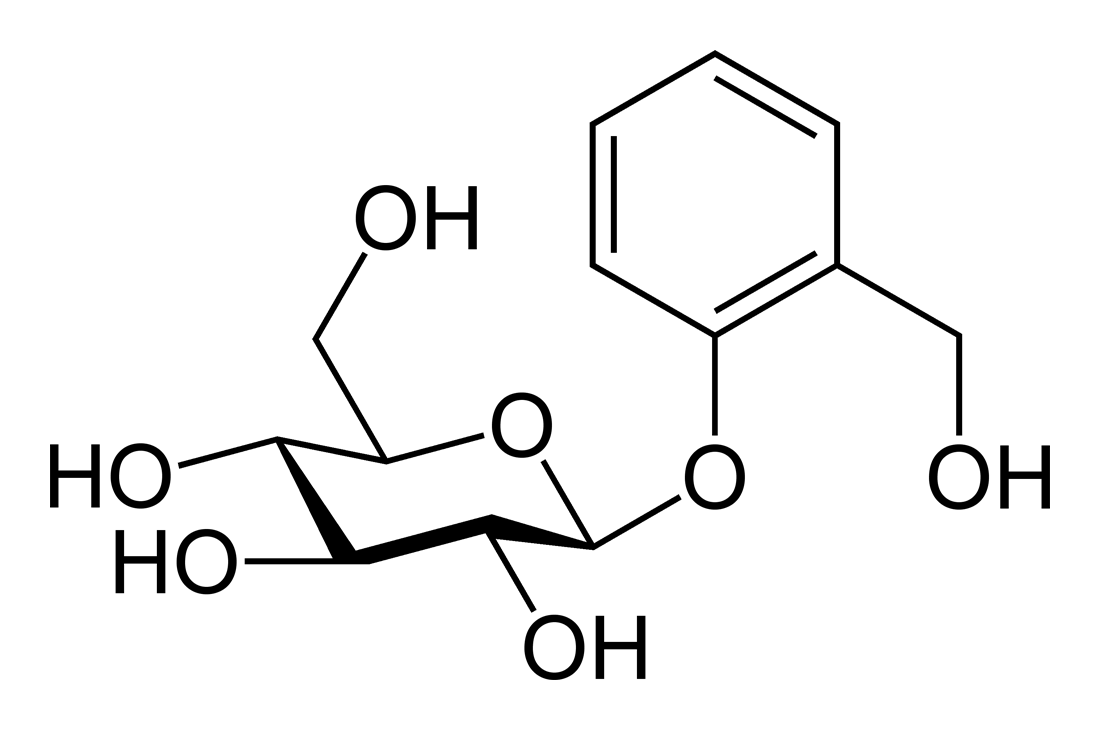

المكون الفعال (بالإنجليزية: Active ingredient)‏ هو المكون النشط حيويًّا والموجود في مستحضر دوائي. وتستعمل المصطلحات أخرى مثل المكون الصيدلاني النشط (بالإنجليزية: active pharmaceutical ingredient)‏ وكذلك المعظم النشط (بالإنجليزية: bulk active)‏ للدلالة على الأدوية، أما مصطلح المادة الفعالة (بالإنجليزية: active substance أو active constituent)‏ فيستعمل للمواد للطبيعية أو للدلالة على مادة فعالة ذات اهتمام في نبات مثل حمض الساليسيليك في الصفصاف والأريكولين في مكسرات الفوفل. ولأن كلمة مكّون تُفهَمُ ضمنًا لدى كثير من الأذهان على أنه (شيء يخلطه الشخص مع المواد الأخرى) بينما المنتجات الطبيعية الموجودة في النباتات لا تضاف بتدخل البشر وهي موجودة طبيعيًّا (“النباتات لا تحتوي على مكونات”). الكلمة التقليدية التي تحمل معنى المادة الصيدلانية الفعّالة هي (بالإنجليزية: Phamacon)‏ وتعني المادة السحرية أو الدواء.
تحتوي بعض المستحضرات الصيدلانية على أكثر من مكون فعال.
و في المقابل من المكونات الفعالة، فهنالك المكونات غير الفعالة وهي التي تستمى في النصوص الصيدلانية بالسواغات. والسواغ الرئيس يُستَخدَم كَوسط حامل للمكون الفعال ويسمّى غالبًا الوسط الحامل أو المادة الحاملة، جِلّ البترولاتوم والزيت المعدني هما من الأوساط الحاملة الشائعة. أو تكون على شكل أصباغ ملونة للدواء ومنكهات أو مواد تسهل امتصاص الدواء أو مواد حافظة وغيرها.

## المواد الصيدلانية
الشكل الصيدلاني للمادة الصيدلانية يحتوي على المكون الفعال وهو الدواء نفسه والسواغ وجميعها موجودة في القرص الدوائي أو في السائل حيث يكون المكون الصيدلاني الفعال معلّقًا فيه أو مواد أخرى خاملة، ويتم اختيارها بشكل أساسي بناء على مكوناتها الفعالة. المرضى عادةً لديهم صعوبة في تحديد المكونات الفعالة في أدويتهم، وهم عادة غير واعين لفكرة المكون الفعال، عندما يستخدم المرضى عدة علاجات معًا ؛فإنه من الممكن أن تتداخل المكونات الفعالة مع بعضها البعض، وقد يؤدي هذا إلى الأمر إلى مضاعفات وتعقيدات مهددة للحياة. و يوجد الآن موتقع أنترنت بإمكانها معرفة المادة الفعالة لمعظم الأدوية مثل قواعد بيانات الأدوية التي تقدم معلومات عن الأدوية الموجودة في أستراليا.

## الأدوية العشبية
ضمن المواد الصيدلانية العشبية أو العلاج العشبي، فمن الممكن أن تكون المادة الفعالة غير معروفة أو قد تحتاج إلى مواد مساعدة من أجل تحقيق الأهداف العلاجية، وهذا يؤدي إلى تعقيدات في عنونتها . هناك طريقة لدى المصنعين ليُضَمِّنوا القوة للمادة غير المعروفة من خلال معايرتها مع مركب معروف يعمل واصمات حيوية. و لكن إلى الآن لم يتم الوصول إلى المعايرة القياسية؛ فهناك شركات مختلفة استخدمت مركبات مختلفة كواصمات أو على مراحل مختلفة من المركب المستخدم كواصم، أو طرق مختلفة في اختبار المركب ذاته . فعلى سبيل المثال نبتة سانت جون يتم معايرتها بالنسبة للهايبريسين (بالإنجليزية: Hypericin)‏ المعروف حاليًّا بأنها ليست مادة فعالة لاستخدامات مضادات الاكتئاب وهناك مصانع أخرى تقوم بمعايرة نبتة سانت جون بالنسبة للهايبرفورين أو كلاهما هذا على الرغم من وجود 24 مادة فعالة معروفة موجودة. ويعتقد الكثيرون من علماء الأعشاب أن المكون الفعال في النبات هو النبات نفسه.